# White Light from the Mouth of Infinity
White Light from the Mouth of Infinity è il settimo album degli Swans, pubblicato nel 1991 dalla Young God Records.

## Il disco
Insieme al precedente, questo album determina il definitivo abbandono da parte del gruppo delle sonorità noise rock tipiche degli esordi, in favore di atmosfere evocative e cupe. Il disco riscosse parecchi consensi dalla critica: AllMusic gli assegna un punteggio di 4.5 stelle su 5, definendolo "stupendo", mentre Sputnikmusic lo appella "sinuoso, micidiale e assolutamente terrificante" dandogli 5 punti su 5.

## Tracce
Tutte le tracce sono state scritte e composte da Michael Gira.
1. Better Than You - 5:51
2. Power and Sacrifice - 5:37
3. You Know Nothing - 5:46
4. Song for Dead Time - 5:24
5. We Will Survive - 6:51
6. Love Will Save You - 6:06
7. Failure - 6:20
8. Song for the Sun - 5:03
9. Miracle of Love - 6:43
10. When She Breathes - 5:03
11. Why Are We Alive? - 5:29
12. The Most Unfortunate Lie - 5:02

## Formazione
- Michael Gira – voce, tastiere e chitarra acustica
- Jarboe – voce, cori, pianoforte
- Kristof Hahn – chitarra acustica
- Norman Westberg – chitarra elettrica
- Jenny Wade – basso
- Anton Fier – batteria, batteria programmabile
- Nicky Skopelitis – chitarra acustica e elettrica, baglama, bazouki, banjo
- Vincent Signorelli – percussioni
- Hahn Rowe – violino
- Steve Burgh – mandolin, chitarra a 12 corde, mandolino